# ホーク郡 (ノースカロライナ州)
ホーク郡（英: Hoke County）は、アメリカ合衆国ノースカロライナ州の中央部南に位置する郡である。2010年国勢調査での人口は46,952人であり、2000年の33,646人から39.5%増加した。郡庁所在地はレイフォード市（人口4,611人）であり、同郡で人口最大の都市でもある。
ホーク郡はファイエットビル大都市圏に属している。

## 歴史
ホーク郡は1911年にカンバーランド郡とロブソン郡の一部を合わせて設立された。郡名は、南北戦争のときに南軍の将軍だったロバート・F・ホークに因んで名付けられた。

## 郡政府
ホーク郡は地域のランバー川自治体委員会のメンバーである。

## 地理
アメリカ合衆国国勢調査局に拠れば、郡域全面積は392平方マイル (1,015.3 km2)であり、このうち陸地391平方マイル (1,012.7 km2)、水域は1平方マイル (2.6 km2)で水域率は0.29%である。

## 郡区
ホーク郡は8つの郡区に分割されている。アレンデール、アンティオック、ブルースプリングス、フォートブラッグ陸軍基地、マクロークリン、レイフォード、キューヒッフル、ストーンウォールの各郡区である。

### 隣接する郡
- ムーア郡 - 北、北西
- カンバーランド郡 - 東
- ロブソン郡 - 南
- スコットランド郡 - 南西

## 人口動態
以下は2000年国勢調査による人口統計データである。
| 基礎データ - 人口: 46,952人（2010年） - 世帯数: 11,373 世帯 - 家族数: 8,745 家族 - 人口密度: 33人/km2（86人/mi2） - 住居数: 12,518軒 - 住居密度: 12軒/km2（32軒/mi2） 人種別人口構成 - 白人: 44.53% - アフリカン・アメリカン: 37.64% - ネイティブ・アメリカン: 11.45% - アジア人: 0.83% - 太平洋諸島系: 0.15% - その他の人種: 3.27% - 混血: 2.13% - ヒスパニック・ラテン系: 7.18% | 年齢別人口構成 - 18歳未満: 29.8% - 18-24歳: 10.7% - 25-44歳: 34.1% - 45-64歳: 17.6% - 65歳以上: 7.7% - 年齢の中央値: 30歳 - 性比（女性100人あたり男性の人口） - 総人口: 102.0 - 18歳以上: 101.3 世帯と家族（対世帯数） - 18歳未満の子供がいる: 41.4% - 結婚・同居している夫婦: 52.7% - 未婚・離婚・死別女性が世帯主: 18.2% - 非家族世帯: 23.1% - 単身世帯: 19.0% - 65歳以上の老人1人暮らし: 5.8% - 平均構成人数 - 世帯: 2.86人 - 家族: 3.22人 | 収入と家計 - 収入の中央値 - 世帯: 33,230米ドル - 家族: 36,110米ドル - 性別 - 男性: 27,925米ドル - 女性: 21,184米ドル - 人口1人あたり収入: 13,635米ドル - 貧困線以下 - 対人口: 17.7% - 対家族数: 14.4% - 18歳未満: 22.4% - 65歳以上: 22.0% |

## 都市と町

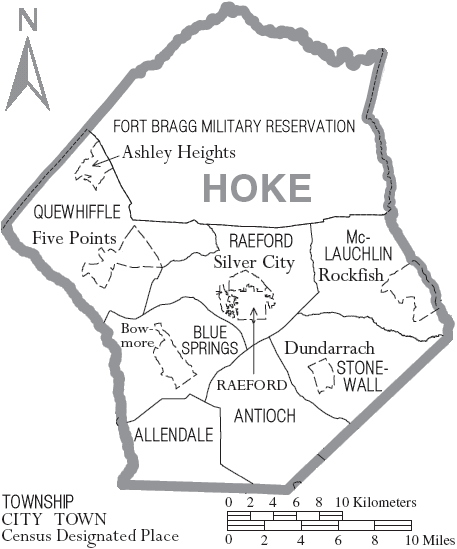
ホーク郡の自治体と郡区

- アシュレーハイツ
- ボウモア
- ダンダラック
- ファイブポインツ
- レイフォード - 郡庁所在地
- ロックフィッシュ
- シルバーシティ